# Джункето
Джункето (фр. Giuncheto, корс. Ghjunchetu) — коммуна во Франции, находится в регионе Корсика. Департамент коммуны — Южная Корсика. Входит в состав кантона Сартен. Округ коммуны — Сартен.
Код INSEE коммуны — 2A127.

## Население
Население коммуны на 2008 год составляло 88 человек.
| 1962 | 1968 | 1975 | 1982 | 1990 | 1999 | 2008 |
| ---- | ---- | ---- | ---- | ---- | ---- | ---- |
| 75   | 77   | 53   | 41   | 46   | 89   | 88   |

## Экономика
В 2007 году среди 54 человек в трудоспособном возрасте (15—64 лет) 37 были экономически активными, 17 — неактивными (показатель активности — 68,5 %, в 1999 году было 64,4 %). Из 37 активных работали 33 человека (19 мужчин и 14 женщин), безработных было 4 (2 мужчины и 2 женщины). Среди 17 неактивных 4 человека были учениками или студентами, 6 — пенсионерами, 7 были неактивными по другим причинам.